# 克里利夫 (杜布諾區)
50°29′31″N 25°57′25″E / 50.49194°N 25.95694°E
克里利夫（烏克蘭語：Крилів），是烏克蘭的村落，位於該國西北部羅夫諾州，由杜布諾區負責管轄，面積1.82平方公里，海拔高度214米，2001年人口396，人口密度每平方公里217.7人。